# 油柴柳
油柴柳（学名：Salix caspica）是杨柳科柳属的植物。分布在中亚地区以及中国大陆的新疆等地，生长于海拔500米至3,100米的地区，多生于河沿岸的林中空地及林缘，目前尚未由人工引种栽培。